# José Juan Luque
José Juan Luque Jiménez (Cantillana, 16 ottobre 1977) è un ex calciatore spagnolo, di ruolo centrocampista.